# NK Olimpija Ljubljana
 Para la sección de baloncesto del club consultar: Košarkarski klub Union Olimpija.
 Para el equipo fundado en 2005 como sucesor consultar: NK Olimpija.
El  Nogometni klub Olimpija Ljubljana fue un club de fútbol con sede en Liubliana, capital de Eslovenia.
Fue fundado el 9 de mayo de 1911 bajo el nombre de «Ilirija» y después de la Segunda Guerra Mundial adoptó su denominación tradicional. Durante el periodo de la República Socialista Federal de Yugoslavia, su mejor momento fue cuando participó de forma ininterrumpida en la Primera Liga de Yugoslavia, máxima categoría, desde 1965 hasta 1984. Además fue finalista de la Copa yugoslava de 1970.
Cuando Eslovenia se independizó en 1991, el Olimpija fue uno de los fundadores de la Primera División eslovena y se convirtió en uno de sus rivales más potentes: ganó cuatro ligas consecutivas (1991-92 a 1994-95), cuatro copas (1993, 1996, 2000 y 2003) y la Supercopa de 1995. Además representó al país en competiciones internacionales de la UEFA.
La entidad declaró la bancarrota en 2004 y se disolvió a finales del mismo año, aunque la Federación Eslovena de Fútbol le permitió finalizar la temporada 2004-05. El 2 de marzo de 2005 se creó un nuevo club, el NK Bežigrad, que aglutinó a los aficionados del Olimpija, adoptó sus colores sociales y tres años después cambió su nombre por el del histórico. Sin embargo, no está considerado sucesor legal ni puede reclamar los logros del equipo anterior, según las leyes del país.

## Historia

### SK Ilirija
El fútbol se introdujo en Liubliana a principios del siglo XX procedente de Viena y Praga, y era jugado en su mayoría por estudiantes. El 9 de mayo de 1911 se fundó el «Športni Društvo Ilirija» (mención a la región histórica de Iliria), considerado uno de los primeros clubes deportivos establecidos en la capital. Su primer partido lo disputó el 1 de enero de 1912 contra el NK Hermes, un equipo de estudiantes formado en 1910, y se saldó con una derrota por 0:18. Solo un año después, el Ilirija los absorbió. El primer amistoso contra profesionales tuvo lugar el 5 de agosto de 1913 ante el Slavia Praga, perdido por 0:10.
Cuando estalló la Primera Guerra Mundial, los únicos equipos eslovenos eran el Ilirija y el ND Slovan (fundado en 1913). Su actividad quedó suspendida durante el conflicto y no se retomó hasta 1919. Al año siguiente se proclamó campeón del primer torneo de fútbol de Eslovenia (entonces parte de Yugoslavia) y consiguió doce títulos regionales entre 1920 y 1935. Fue además la entidad que aportó al primer internacional esloveno con la selección yugoslavo, el defensa Stanko Tavčar. 
En 1936 se fusionó con otro equipo liublianés, el Primorje, para crear el «Športni klub Ljubljana» y participar en el Campeonato Nacional, en el que permaneció hasta 1939. Dos años después cesó su actividad por la Segunda Guerra Mundial.

### Campeonatos de Yugoslavia

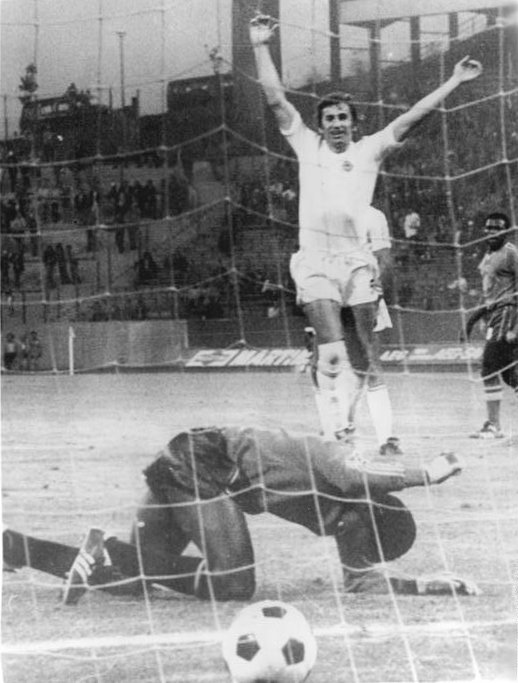
Branko Oblak jugó en el Olimpija desde 1965 hasta 1973.

En 1945, algunos exjugadores del SK Ljubljana crearon un nuevo equipo, el «NK Enotnost», que tres años después pasó a llamarse «Nogometni klub Odred». Debutó en la Primera Liga de Yugoslavia en la temporada 1953-54, pero finalizó penúltimo y descendió en menos de un año. Siguió jugando en las categorías regionales, donde desarrolló una fuerte rivalidad local con el NK Maribor, y en 1962 adoptó su nombre más reconocible, «Akademski nogometni klub Olimpija» (Club Académico de Fútbol Olimpia).
En la temporada 1964–65, fue campeón de la Segunda División y ascendió a la máxima categoría, de la que formó parte durante diecinueve años consecutivos. Debutó en competición internacional en la Copa de Ferias 1966-67, aunque cayó en primera ronda frente al Ferencváros húngaro. La plantilla unió a jóvenes talentos de origen esloveno que después pudieron desarrollar su carrera en el extranjero, y entre los cuales destacan el ariete Branko Oblak, el portero Zlatko Škorić y el extremo Danilo Popivoda. En la competición doméstica, su mayor logro fue llegar a la final de la Copa de Yugoslavia de 1970, a doble partido contra el Estrella Roja. Aunque el partido de ida se saldó con empate (2:2), en la vuelta los serbios se impusieron en Belgrado por 1:0.
El Olimpija certificó su mejor actuación liguera en la campaña 1982-83, con una séptima posición y nombres propios en el plantel como los mediocentros Srečko Katanec (futuro seleccionador esloveno) y Vili Ameršek. Sin embargo, en 1983-84 perdió la categoría tras finalizar en penúltimo lugar. Al año siguiente mantuvo una dinámica negativa de resultados y encadenó un nuevo descenso, esta vez a los torneos regionales. No obstante, su paso por las divisiones inferiores no duró mucho y tras regresar a Segunda en 1987, logró un nuevo ascenso que le devolvió a la élite en la campaña 1989-90. Finalizó séptimo y gracias a ese lugar pudo disputar la Copa Intertoto 1990.
La temporada 1990-91 de la Primera Liga de Yugoslavia, que finalizó en decimocuarta posición, fue la última del Olimpija en ese torneo. Al final de la misma se produjo la independencia de Eslovenia y la Federación Eslovena de Fútbol se desligó del estado federal, así que el club blanquiverde ingresó en los campeonatos del nuevo país.

### Trayectoria en Eslovenia

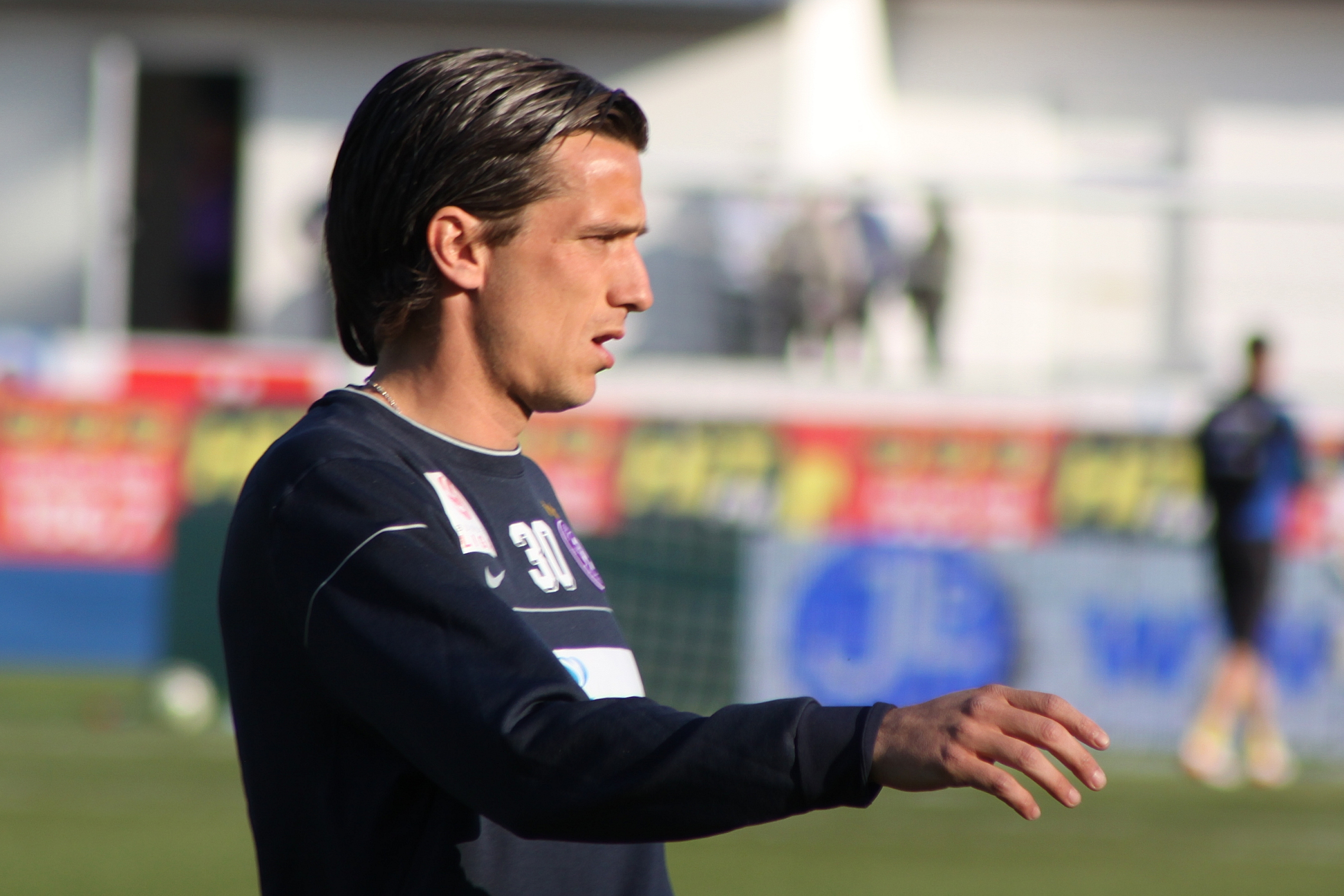
Milenko Ačimovič destacó en las filas del Olimpija en 1998.

El Olimpija fue uno de los fundadores de la Liga de Fútbol de Eslovenia y se proclamó campeón de la temporada inaugural 1991-92. Dado que era una campaña de transición con los 21 equipos eslovenos presentes en todas las categorías yugoslavas, el dominio liublianés fue absoluto: de cuarenta partidos solo perdieron cuatro y anotaron 102 goles a favor por 18 en contra. La falta de rival supuso también una caída de la asistencia al estadio. En años posteriores ganaron tres ligas consecutivas (1992-93, 1993-94 y 1994-95) más la Copa de Eslovenia de 1993 y su plantilla, dirigida por Lučjo Pertič, aglutinó a la columna vertebral de la selección nacional (el arquero Marko Simeunovič, los centrales Robert Englaro y Aleš Čeh, el centrocampista Dejan Djuranovič o el volante Igor Benedejčič) y algunos foráneos como el bosnio Damir Vrabac. El presidente de aquella época era Ivan Zidar, un empresario de la construcción.
En su debut continental en la Liga de Campeones de 1992-93, venció al Norma Tallinn en la ronda preliminar y después fue derrotado por el AC Milan, el subcampeón de aquella edición.
Conforme el nivel del fútbol esloveno mejoró, el Olimpija dejó de llenar sus vitrinas. La temporada 1995-96 se saldó con un subcampeonato en liga y la victoria en la Copa eslovena de 1996, por la que pudo jugar la Recopa de Europa de 1997 y avanzar hasta la segunda ronda. Pero su mejor época ya había pasado, al ser eclipsado por el dominio del NK Maribor y del ND Gorica, y aunque el presidente pidió varios préstamos para fichajes, ese gasto no se correspondió con triunfos. En el año 1999-2000 se ganó la tercera Copa nacional, pero el rendimiento en liga fue decepcionante: un séptimo puesto (el peor desde la independencia) y quince derrotas que motivaron protestas de los aficionados y la posterior dimisión de Zidar.
El equipo empezó a notar los problemas económicos y tuvo que vender a sus mejores futbolistas. En 2002 el empresario Jurij Schollmayer asumió la presidencia y prometió, además de estabilidad financiera, recuperar la senda de los triunfos y construir un nuevo estadio. Para ello fichó de entrenador a la antigua estrella Branko Oblak y fue contratando a internacionales como Miran Pavlin (procedente del Oporto), Anton Žlogar, Mladen Rudonja, Marko Kmetec y al campeón europeo Robert Prosinečki, ya en el ocaso de su carrera. Aunque se ganó la Copa eslovena de 2003, las llegadas no mejoraron las actuaciones en la Prva SNL. Tras quedarse a un punto de la liga en la temporada 2003-04, el club perdió patrocinadores y Schollmayer anunció su marcha.

### Desaparición
La dimisión dejó al Olimpija en una difícil situación. Aunque los verdiblancos iniciaron la temporada 2004-05, la directiva interina declaró la bancarrota al no poder pagar la deuda, estimada en 700 millones de tólares (tres millones de euros), y la disolución de la entidad a finales de 2004. La Federación Eslovena de Fútbol le permitió jugar lo que quedaba de liga sin expulsarlo. Finalizó sexto y su último partido oficial lo disputó el 28 de mayo de 2005 en el campo del NK Celje; una derrota por 2:1. Tras ese resultado cesó por completo su actividad.
El 2 de marzo de 2005, dos meses antes de la desaparición efectiva del Olimpija original, sus aficionados crearon un nuevo club con sus colores sociales, el NK Bežigrad. Su trayectoria fue meteórica: gracias al apoyo de antiguos futbolistas e internacionales eslovenos, subió de la quinta división a la Prva SNL en solo cuatro temporadas. El actual Olimpija Ljubljana no pudo heredar los títulos e historia del anterior porque la ley de Eslovenia establece que son empresas sin relación.

## Uniforme
- Uniforme titular: Camiseta verde, pantalón verde, medias verdes.
- Uniforme alternativo: Camiseta blanca, pantalón blanco, medias blancas.

Los colores sociales tradicionales del Olimpija Ljubljana son los mismos que los de la capital: verde y blanco.
A lo largo de su historia ha habido varios cambios. La equipación del SK Ilirija consistía en una camiseta roja y blanca, con una estrella roja de cinco puntas en el pecho que simbolizaba la esperanza. Con la refundación se pasó a una equipación blanca y negra a rayas verticales, similar a la del Partizán. No fue hasta 1969 cuando se adoptó una equipación completamente verde para distinguirse del resto de rivales.
El escudo del equipo refleja el castillo de Liubliana y un dragón, símbolos de la ciudad. El animal es una referencia a la historia del vellocino de oro y el mitológico héroe griego Jasón que, según la leyenda, fundó la ciudad tras vencer a un dragón verde. La idea de usar una criatura mitológica está relacionada con las raíces académicas de la entidad.
| S. K. Ilirija | 1968 | Tradicional | Alternativa |

## Estadio
El campo tradicional del Olimpija Ljubljana fue el Estadio Central de Bežigrad (en esloveno, Centralni stadion Bežigrad), de titularidad municipal y ubicado en el distrito de Bežigrad. Fue diseñado por Jože Plečnik, considerado el Arquitecto Nacional esloveno, y aunque las obras comenzaron en 1925 su inauguración tuvo lugar diez años después, en 1935. El césped estaba rodeado por una pista de atletismo.
Al principio fue sede de un club deportivo católico, pero después de la Segunda Guerra Mundial se convirtió en el hogar del Olimpija. Llegó a albergar a más de 18.000 espectadores en los encuentros importantes, aunque las diferentes reformas redujeron su aforo a 8.200 localidades.
Bežigrad fue cerrado en 2008 y durante años permaneció abandonado, sin planes para ser remodelado tras la inauguración del Estadio Stožice en 2010. Dos años después se hicieron labores de mantenimiento y en 2013 se instaló una pista provisional de hockey sobre hielo para organizar partidos al aire libre. No obstante, no está previsto que albergue competiciones en un futuro.
El Estadio Bežigrad forma parte del patrimonio cultural de Liubliana.

## Rivales

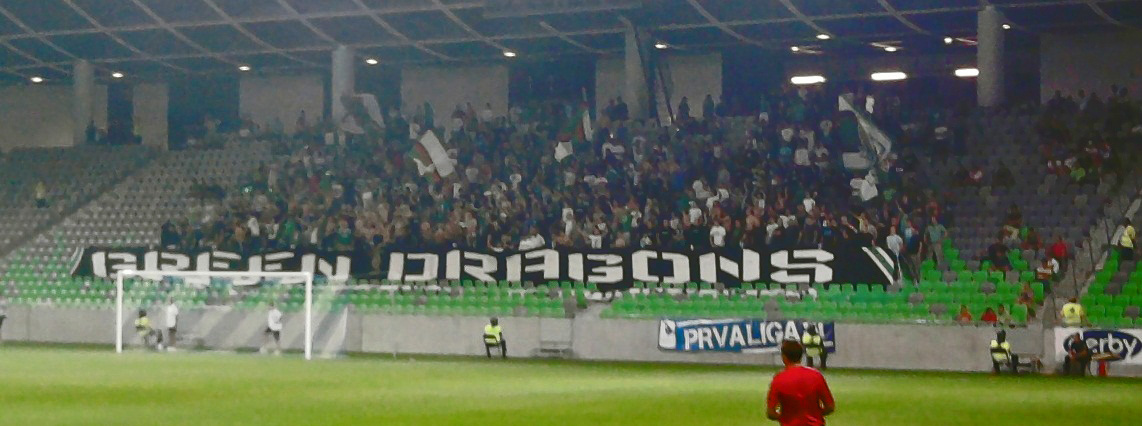
Ultras del Olimpija. Los Green Dragons apoyan ahora al nuevo NK Olimpija Ljubljana.

El rival histórico del NK Olimpija ha sido el NK Maribor, de la ciudad oriental de Maribor (Baja Estiria), con el que disputaban el Derbi Eterno de Eslovenia (Večni derbi) hasta la temporada 2004-05. El NK Bežigrad (actual Olimpija Ljubljana) ha tomado el testigo en los enfrentamientos.
Los dos equipos representan las dos ciudades más grandes de Eslovenia: la capital, Ljubljana, y la segunda más grande, Maribor. Además, siempre han tenido las mayores bases de aficionados. Tradicionalmente, Ljubljana representa la parte occidental y rica del país, mientras que Maribor es el centro de la zona más pobre del este. La capital siempre fue el epicentro cultural, educativo, económico y político del país, por lo que el Olimpija y sus seguidores fueron considerados como los representantes de la clase alta. Maribor, en cambio, era una de las ciudades más industrializadas de Yugoslavia y la mayoría eran de clase obrera. Esa distinción se superado con el paso de los años porque hoy ambos clubes cuentan con aficionados de todas las condiciones sociales.
La rivalidad se ve acrecentada porque tanto el Maribor como el Olimpija siempre contaron con el apoyo de grupos ultras, los Green Dragons que apoyan al Olimpija y los Viole del Maribor. Los dos grupos son los más grandes del país y no es raro que surjan violentos enfrentamientos entre ellos o con la policía.
En lo que respecta a la competición, el primer duelo en campeonatos yugoslavos surgió en la temporada 1962-63, cuando ambos estaban en segunda categoría. Entre 1967 y 1972 ambos equipos coincidieron en la Primera Liga de Yugoslavia, aunque el descenso del Maribor dejó al Olimpija como rival más fuerte. La independencia de Eslovenia cambió las cosas: aunque el Olimpija dominó en los primeros años, el Maribor dio la vuelta a mediados de la década de 1990 y le ganó la gran mayoría de enfrentamientos directos.

## Jugadores
La siguiente lista recoge algunos de los futbolistas más destacados de la entidad.
| - Branko Oblak (1965–1973) - Danilo Popivoda (1965–1975) - Radoslav Bečejac (1967–1973) - Marko Elsner (1980–1983) - Srečko Katanec (1981–1984) - Džoni Novak (1988–1990; 1993–1996) - Primož Gliha (1986–1990; 1998–1999) - Robert Englaro (1988–1996) - Aleš Čeh (1988–1993) - Sandi Valentinčič (1988–1989; 1991–1993) - Marko Simeunovič (1991–1996) |  | - Samir Zulič (1991–1998; 1999–2000) - Dejan Djuranovič (1992–1997) - Miran Pavlin (1993–1996; 2002–2003) - Ermin Šiljak (1993–1996) - Aleksander Knavs (1993–1997) - Mladen Rudonja (1994–1995; 2002–2004) - Sebastjan Cimirotič (1994–1996; 2000–2001) - Edmond Dosti (1994–1997) - Roland Ntoko (1995–1996) - Dušan Kosič (1995–1996; 1998–2005) - Kliton Bozgo (1995–1998) |  | - Milenko Ačimovič (1996–1998) - Milan Osterc (1999–2000) - Alen Škoro (2000) - Branko Ilič (2001–2004) - Anton Žlogar (2001–2004) - Robert Prosinečki (2002–2003) - Miloš Hrstić (1986–1987) - Borut Mavrič (2002–2004) - Boštjan Cesar (2005) |

## Entrenadores
La siguiente lista recoge todos los entrenadores desde 1962 hasta la desaparición.
| - Branko Stanković (1963–1964) - Branko Elsner (1964–1967) - Tomislav Kaloperović (1967–1968) - Vlado Konjevod (1968–1969) - Nedeljko Gugolj (1969–1973) - Slavko Luštica (1973–1976) - Dragoljub Milošević (1976–1977) - Branko Elsner (1977–1978) - Dušan Varagić (1978–1980) - Vukašin Višnjevac (1980–1981) - Ante Mladinić (1981–1982) |  | - Nedeljko Gugolj (1982–1984) - Zdenko Verdenik (1984–1986) - Nedeljko Gugolj (1986–1987) - Miloš Šoškić (1987–1990) - Slobodan Dogandžić (1990–1991) - Filip Mendaš (1991) - Lučjo Pertič (1991–1993) - Bojan Prašnikar (1993–1994) - Branko Oblak (1994–1995) - Miloš Šoškić (1995) - Zdenko Verdenik (1995) |  | - Branko Oblak (1995) - Petar Nadoveza (1995–1996) - Jedinko Perica (1996–1998) - Marin Kovačić (1998–1999) - Janez Zupančič (1999) - Jedinko Perica (1999–2000) - Bojan Prašnikar (2000–2001) - Mihailo Petrović (2001–2002) - Branko Oblak (2002–2003) - Suad Beširević (2003–2004) - Milivoj Bračun (2004–2005) |

## Datos del club
- Temporadas en Primera División de Eslovenia: 14

Debut: Temporada 1991-92
Mejor posición: 1.º (cuatro ocasiones, la última en la temporada 1994-95)
Peor posición: 7.º (temporada 1999-2000)
Descensos: Ninguno
- Temporadas en Primera Liga de Yugoslavia: 22

Debut: Temporada 1953-54
Mejor posición: 7.º (temporadas 1970-71 y 1982-83)
Peor posición: 17.º (temporada 1983-84)
Descensos: Dos (temporadas 1953-54 y 1983-84)
- Participaciones en la Liga de Campeones de la UEFA: 2

Mejor posición: Primera ronda (temporada 1992-93)

## Palmarés
- Liga de fútbol de la República de Eslovenia (4): 1946–47, 1951–52, 1961–62, 1986–87

- Primera División de Eslovenia (4): 1991-92, 1992-93, 1993-94, 1994-95

Subcampeón (3): 1995-96, 2000-01, 2003-04
- Copa de la República de Eslovenia (13): 1953, 1954, 1955, 1956, 1958, 1962, 1963, 1968, 1969, 1970, 1971, 1972, 1987

- Copa de Eslovenia (4): 1992-93, 1995-96, 1999-2000, 2002-03

Subcampeón (3): 1991-92, 1998-99, 2000-01
- Supercopa de Eslovenia (1): 1995

## Participación en competiciones europeas
| Temporada | Torneo            | Ronda  | Club                | Casa | Fuera | Global   |
| --------- | ----------------- | ------ | ------------------- | ---- | ----- | -------- |
| 1966–67   | Copa de Ferias    | 1.ª    | Ferencváros         | 3–3  | 0–3   | 3–6      |
| 1968–69   | Copa de Ferias    | 1.ª    | Hibernians          | 0–3  | 1–2   | 1–5      |
| 1970–71   | Recopa de Europa  | 1.ª    | Benfica             | 1–1  | 1–8   | 2–9      |
| 1992–93   | Liga de Campeones | Previa | Norma Tallin        | 3–0  | 2–0   | 5–0      |
| 1992–93   | Liga de Campeones | 1.ª    | Milán               | 0–3  | 0–4   | 0–7      |
| 1993–94   | Champions League  | Previa | Skonto Riga         | 0–1  | 1–0   | 1–1 (p.) |
| 1994–95   | Copa de la UEFA   | Previa | Levski Sofía        | 3–2  | 2–1   | 5–3      |
| 1994–95   | Copa de la UEFA   | 1.ª    | Eintracht Frankfurt | 1–1  | 0–2   | 1–3      |
| 1995–96   | Copa de la UEFA   | Previa | Apollon Smyrnis     | 3–1  | 0–1   | 3–2      |
| 1995–96   | Copa de la UEFA   | 1.ª    | Roda                | 2–0  | 0–5   | 2–5      |
| 1996–97   | Recopa de Europa  | Previa | Levski Sofia        | 1–0  | 0–1   | 1–1 (p.) |
| 1996–97   | Recopa de Europa  | 1.ª    | Aarhus GF           | 0–0  | 1–1   | 1–1 (a.) |
| 1996–97   | Recopa de Europa  | 2.ª    | AEK de Atenas       | 0–2  | 0–4   | 0–6      |
| 1998–99   | Copa Intertoto    | 1.ª    | Makedonija G. P.    | 1–1  | 2–4   | 3–5      |
| 1999–2000 | Copa de la UEFA   | Previa | Kareda Šiauliai     | 1–1  | 2–2   | 3–3 (a.) |
| 1999–2000 | Copa de la UEFA   | 1.ª    | Anderlecht          | 0–3  | 1–3   | 1–6      |
| 2000–01   | Copa de la UEFA   | Previa | Sheriff Tiraspol    | 3–0  | 0–0   | 3–0      |
| 2000–01   | Copa de la UEFA   | 1.ª    | RCD Español         | 2–1  | 0–2   | 2–3      |
| 2001–02   | Copa de la UEFA   | Previa | Shafa Bakú          | 4–0  | 3–0   | 7–0      |
| 2001–02   | Copa de la UEFA   | 1.ª    | Brøndby             | 2–4  | 0–0   | 2–4      |
| 2003–04   | Copa de la UEFA   | Previa | Shelbourne          | 1–0  | 3–2   | 4–2      |
| 2003–04   | Copa de la UEFA   | 1.ª    | Liverpool           | 1–1  | 0–3   | 1–4      |

### Récord europeo
| Torneo            | J  | G  | E  | P  | GF | GC |
| ----------------- | -- | -- | -- | -- | -- | -- |
| Liga de Campeones | 6  | 3  | 0  | 3  | 6  | 8  |
| Copa de la UEFA   | 24 | 10 | 6  | 8  | 34 | 34 |
| Recopa de Europa  | 8  | 1  | 3  | 4  | 4  | 17 |
| Copa Intertoto    | 2  | 0  | 1  | 1  | 3  | 5  |
| Copa de Ferias    | 4  | 0  | 1  | 3  | 4  | 11 |
| Total             | 44 | 14 | 11 | 19 | 51 | 75 |